# تست تروسو

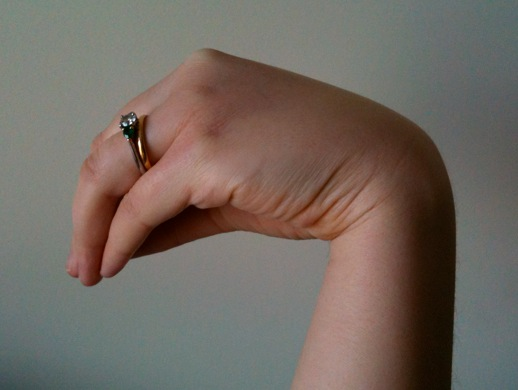
دستی که نشانه تروسو به خود گرفته است.

نشانه تروسو (به انگلیسی: Trousseau sign) یک نشانهٔ پزشکی است و در بیماران هایپوکلسمی یا دارای مقدار بسیار پایین کلسیم دیده می‌شود. هیپوکلسمی سبب افزایش تحریک پذیری سیستم عصبی و متعاقباً انقباض تتانیک عضلات می‌گردد. اگر با فشردن مچ بیمار یا باد کردن کاف فشارسنج در بازو به نحوی که جریان خون برای چند دقیقه قطع شود دست بیمار بسوی کف فلکسیون یابد (اسپاسم کارپوپدال در تصویر)، بیمار با نقص شدید کلسیم مواجه است. نام این نشانه از نام آرمان تروسو پزشک فرانسوی که در سال ۱۸۶۱ این آزمون را تعریف نمود گرفته شده است.
این اسپاسم ممکن است در جریان ارگاسم نیز رخ دهد. 